# Dgħajsa

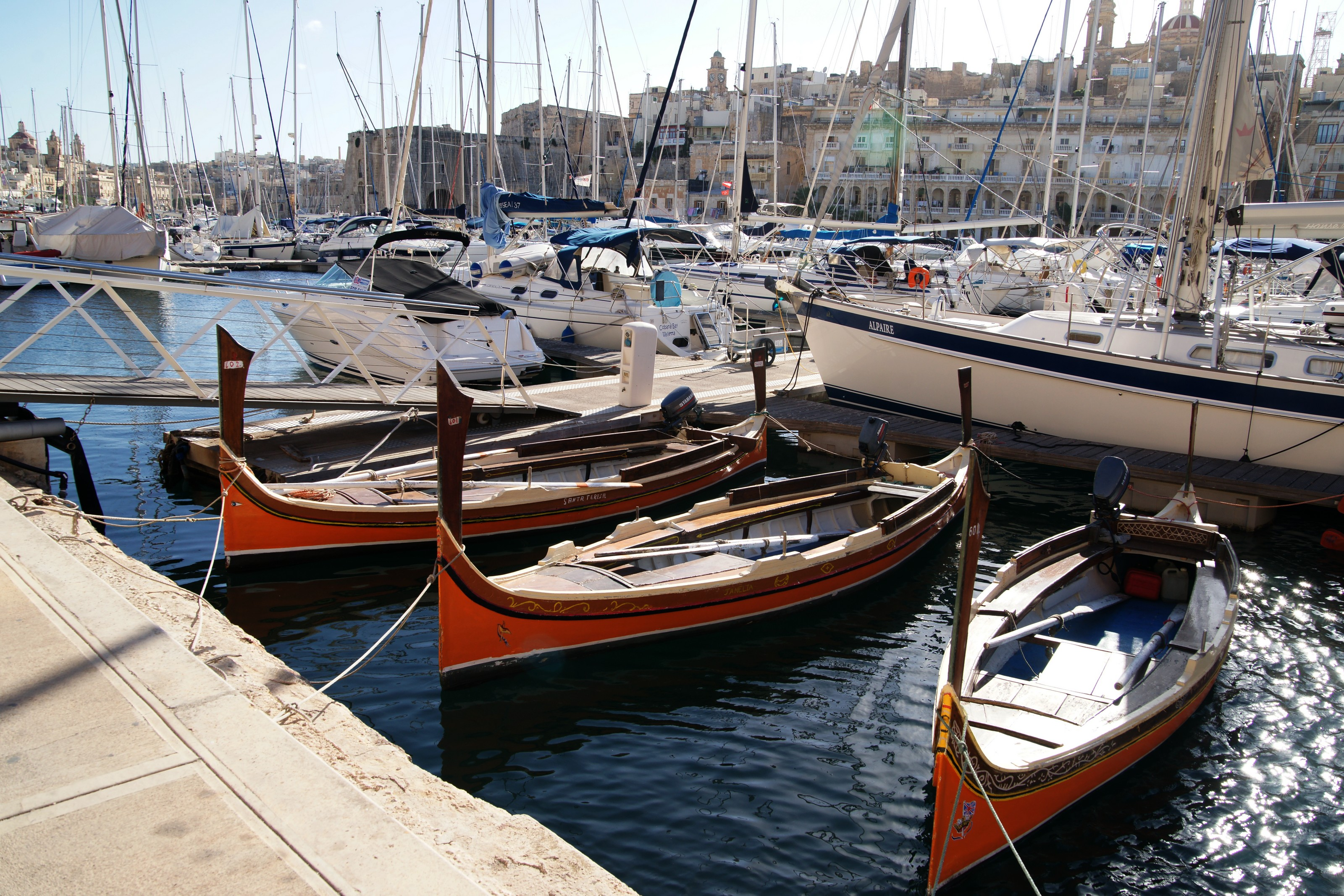
Wodne taxi w Birgu.

Dgħajsa (wymawiane dajsa w języku maltańskim; brak jest polskiego odpowiednika tej nazwy, stąd przyjęło się wymawiać ją po maltańsku) – tradycyjna taksówka wodna na Malcie. Konstrukcja dgħajsy, podobnie jak innej tradycyjnej łodzi maltańskiej - luzzu, pochodzi prawdopodobnie z czasów fenickich, jakkolwiek była modernizowana w przeciągu wieków, zwłaszcza w czasie brytyjskich rządów na Malcie.

## Nazwa
Słowo dgħajsa oznacza w języku maltańskim łódź (każdą), stąd znana jest ona również jako dgħajsa tal-pass (łódź pasażerska), aby odróżnić je od innych łodzi. Liczba mnoga od dgħajsa (w języku maltańskim) jest dgħajjes.

## Historia

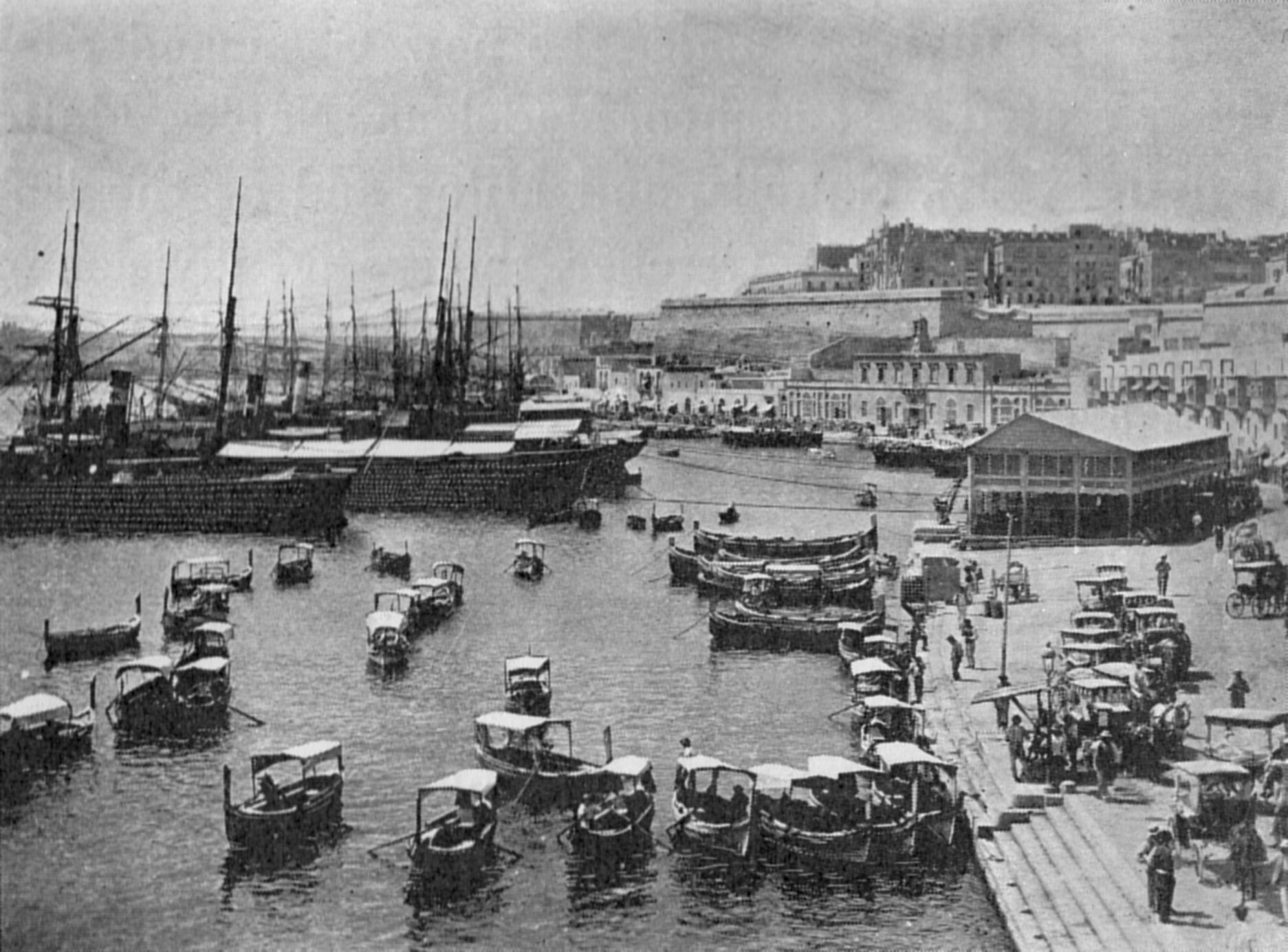
Widok na Wielki Port (ok. 1890) z łodziami dgħajsa na pierwszym planie.

Łodzie dgħajsa były wykorzystywane głównie na obszarze Wielkiego Portu (ang. Grand Harbour) do przewozu pasażerów (stąd nazwa dgħajsa tal-pass) i małego bagażu ze statków na nadbrzeże. Były napędzane przez jednego człowieka, stojącego twarzą do przodu łodzi, i używającego dwu wioseł. Wysokie elementy dziobu i rufy wydają się być ozdobne, lecz są one przydatne przy sterowaniu łodzią, oraz przy wsiadaniu i wysiadaniu pasażerów. Symbole dekoracyjne różnią się na poszczególnych łodziach, w zależności od inwencji właściciela.
Dgħajsa nazwana St. Angelo, zbudowana między rokiem 1950 a 1952 na zlecenie Royal Navy, była używana do przewożenia ówczesnej księżniczki Elżbiety, podczas jednej z wizyt na Malcie, z jej okrętu do fortu Saint Angelo. Łódź ta została odnowiona w 2004 roku i jest wciąż używana do przewozu turystów. Do lat 70. XX w. było zarejestrowanych na Malcie około tysiąca łodzi dgħajsa.
Obecnie łodzie dgħajsa nie są już wykorzystywane jako taksówki wodne. Do dziś przetrwało jedynie około 12 oryginalnych łodzi; używane są jako atrakcje turystyczne. Niektóre z nich zostały zaopatrzone w silniki. Tak mała liczba zachowanych egzemplarzy jest rezultatem wysokich kosztów utrzymania oraz faktu, że jest bardzo niewielu wykwalifikowanych szkutników, potrafiących budować te łodzie. Koperattiva tal-Barklori jest spółką właścicieli łodzi, którzy starają się zachować tych kilka pozostałych dgħajsa. Najstarsza z nich - Palomba, zbudowana ponad 150 lat temu, została odrestaurowana w 2014 roku.

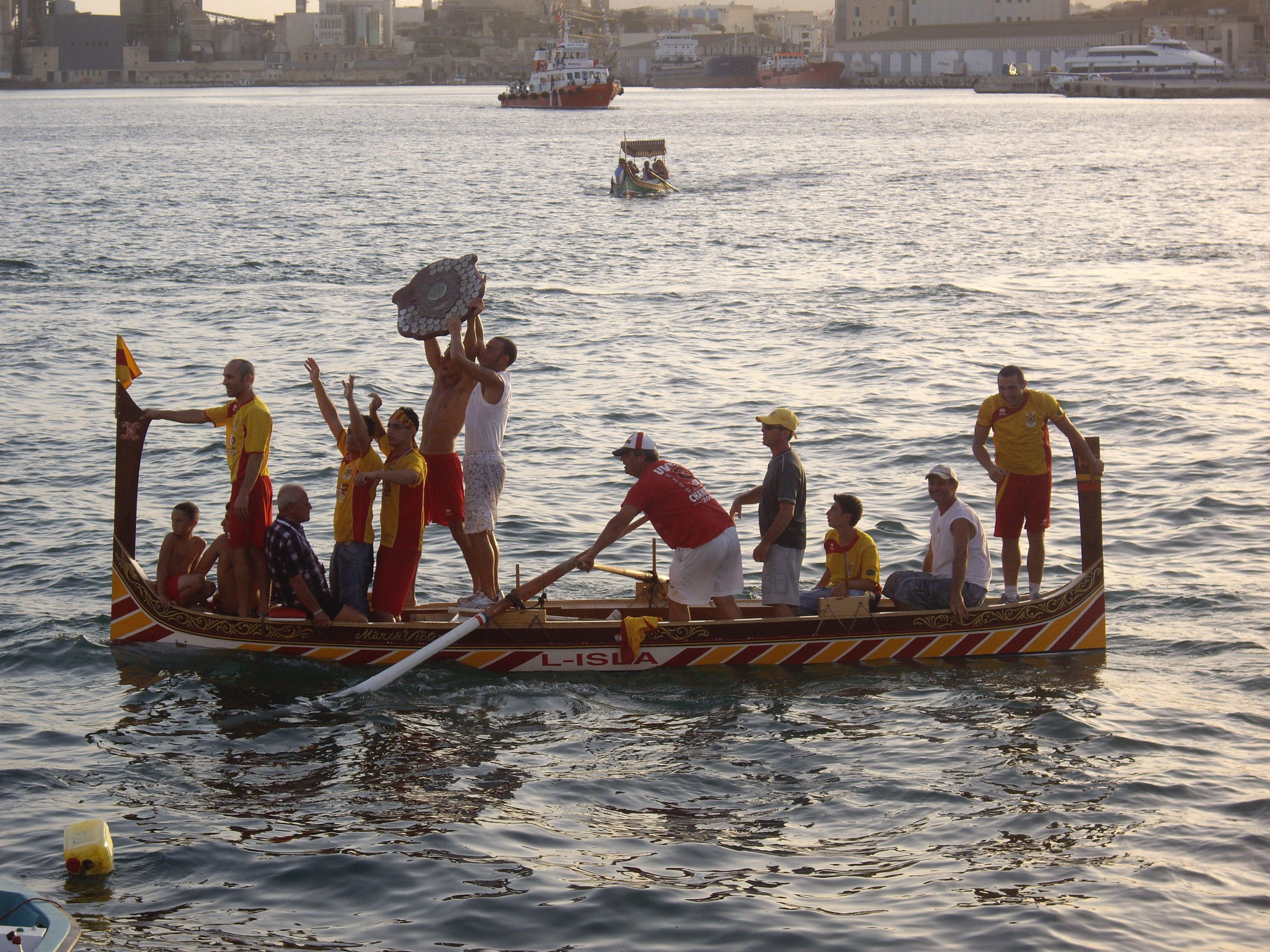
Dgħajsa z Senglea wygrała regaty 8 września 2008.

Bardziej nowoczesna wersja dgħajsa, znana jako Dgħajsa tal-Midalji jest używana, na równi z innymi tradycyjnymi łodziami maltańskimi, w regatach wioślarskich. Regaty odbywają się 31 marca oraz 8 września każdego roku w Wielkim Porcie. Dwie maltańskie dgħajsa brały udział w Great River Race (na Tamizie) w 2012 roku.

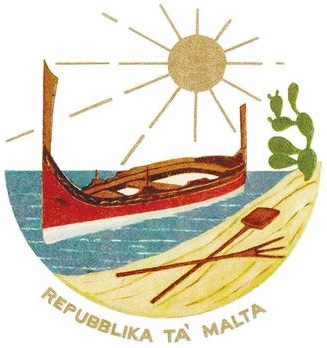
Herb Malty, 1975-1988.

Dgħajsa jest jednym z symboli Malty. Widniała ona w jej herbie w latach 1975-1988.

## Odniesienia kulturowe
Cyril Tawney (brytyjski autor piosenek marynistycznych) napisał "The Ballad of Sammy's Bar" (Ballada o barze Sammy'ego), w której ostatni wers każdej zwrotki odnosi się do łodzi dgħajsa: "Call away the di-so". Tawney załączył następującą notkę wyjaśniającą: "Dgħajsa jest maltańską gondolą używaną przez marynarzy do przepływania zatok, zamiast obchodzić je dookoła. Na Malcie są one legalnym środkiem transportu dla marynarzy powracających z lądu na pokład, jeśli spóźnią się na łódź okrętową. W Wielkiej Brytanii jest niedopuszczalne używanie czegokolwiek innego do powrotu na pokład, niż łódź okrętowa."